# Biagio Guarnaccio
Biagio Guarnaccio (Rapolla, 7 giugno 1915 – Melfi, 7 aprile 1949) è stato un aviatore italiano.
Ufficiale pilota della Regia Aeronautica e dell'Aeronautica Militare, fu decorato con la medaglia d'argento al valor militare nella seconda guerra mondiale

## Biografia
Nacque a Rapolla il 7 giugno 1915, e si diplomò all'istituto tecnico commerciale "Guglielmo Gasparrini" a Melfi. In seguito frequentò la scuola di pilotaggio a Pescara, dove uscì con il brevetto di pilota. Successivamente, volendo completare la sua preparazione, si specializzò in apparecchi da bombardamento a Udine. Subito dopo si arruolò nella Regia Aeronautica italiana, dove raggiunse il grado di sottotenente di complemento nell'83º Stormo aeroplani da bombardamento, 33º gruppo, 46ª squadriglia. Operò nella seconda guerra mondiale, combattendo nel 1940 in Africa settentrionale.
Promosso tenente, fu quindi spedito nel Settore aereo Nord A.O.I. nei pressi di Cheren, combattendo a Culquaber e nell'Amba Alagi. Per l'abbattimento di due Hurricane britannici fu decorato nel marzo 1941 della medaglia d'argento al valor militare.
Poco dopo fu catturato dagli inglesi e detenuto a Nairobi dove raccolse gli ultimi respiri del Duca Amedeo di Savoia-Aosta (1898-1942).Riuscì ad evadere con una rocambolesca fuga, impossessandosi di un aereo inglese grazie al quale sorvolò l'Africa dall'Eritrea fino all'Italia, dove fu colpito dalla contraerea di Bari, riuscendo però ad atterrare indenne. Proseguì a combattere con il Regno del Sud, nel 1º Stormo bombardieri Baltimore.
Nel dopoguerra conseguì il brevetto di pilota internazionale, passò nel 1946 in SPE e gli venne conferito il grado di Capitano. Prese parte nel 1948 alle manovre navali a Taranto come pilota dell'Aeronautica Militare per la nostra flotta. Negli anni successivi collaudò caccia modello Lockheed P-38 Lightning, percorrendo la rotta passante per Bari e Roma. Nella parte più antica del paese, si trova un orologio di quell'epoca avente la punta in ferro ancora deformata dallo spostamento d'aria causato dai collaudi del pilota.
Morì il 7 aprile del 1949, mentre effettuava uno dei suoi collaudi con il P-38 nella zona del castello di Melfi: precipitò e si schiantò al suolo a causa di una avaria ai motori.
Il suo ultimo messaggio lanciato dall'apparecchio fu: "sono in pericolo". In seguito giunsero nella zona squadre di ricerca aeree e terrestri da Bari. Queste, purtroppo, non poterono che constatare la sua morte. Il giorno seguente al ritrovamento, Guarnaccio ebbe i funerali di Stato celebrati in presenza di alti ufficiali dell'Aeronautica a Rapolla, dove è tuttora sepolto in una cappella nella quale è fissata al suolo una delle eliche dell'aereo su cui fece il volo fatale, ormai deformata.